# مارک گویو
مارک گویو (انگلیسی: Marc Guiu؛ زادهٔ ۴ ژانویهٔ ۲۰۰۶) بازیکن فوتبال اهل اسپانیا است که در پست مهاجم برای باشگاه فوتبال ساندرلند در لیگ برتر فوتبال انگلستان بازی می‌کند.
از باشگاه‌هایی که در آن بازی کرده است می‌توان به باشگاه فوتبال بارسلونا اتلتیک و باشگاه فوتبال بارسلونا اشاره کرد.
وی همچنین در تیم ملی فوتبال زیر ۱۷ سال اسپانیا بازی کرده است.

## افتخارات
چلسی
- لیگ کنفرانس اروپا: ۲۰۲۴–۲۵[۱]
- جام جهانی باشگاه‌ها: ۲۰۲۵[۲]